# Джон Роберт Ченселлор
Джон Роберт Ченселлор (англ. John Robert Chancellor; 20 жовтня 1870 — 31 липня 1952) — британський військовий і колоніальний політик.
Джон Ченселлор був офіцером-інженером, брав участь у кількох військових експедиціях у колоніях 1896—1901 рр. і став капітаном генерального штабу в 1903 р. Пізніше він вийшов у відставку в чині підполковника. З 13 вересня 1911 року по 28 січня 1916 року він був губернатором і військовим командувачем Маврикія і 1916—1921 років Тринідаду і Тобаго та 1923—1928 років Південної Родезії. Він був британським Верховним комісаром у Палестині 1928—1931.